# 飯田市立上郷図書館
飯田市立上郷図書館（いいだしりつかみさととしょかん）は、長野県飯田市上郷黒田にある公立図書館。1923年（大正12年）に上郷青年会の運営する私立図書館として創立し、第二次世界大戦後に下伊那郡の青年会運営図書館が次々と公民館図書部に吸収されていく中でも、青年会の運営のまま維持された。その後、児童書を重視した運営方針を取り、飯田市への合併後は飯田市立図書館の地域館として位置付けられている。

## 歴史

### 開館前史（1899-1923）
下伊那郡上郷村では、集落ごとに1899年（明治32年）に上黒田文庫と下黒田文庫、1905年（明治38年）に戦役記念上郷文庫、1915年（大正4年）に御大典記念飯沼文庫と別府文庫が相次いで開館したが、蔵書数は各々300 - 400冊程度で、その内訳も二宮尊徳や浄土教など前時代の思想に立脚したものが多く大正デモクラシーの風潮に沿ったものではなかった。そこで1922年（大正11年）4月1日、官製組織から自主的な組織へと脱皮した上郷青年会は、評議員会の席で、自ら選書し自由に勉強できる「上郷文庫」を設立することを正式に決定した。同年7月1日には1,500円を目標に定め、寄付金集めを開始した。
一方、大正時代の上郷村は、配電権を握っていた伊那電気鉄道（伊那電）が、幹線のみ整備し他地域に配電するには建設費がかかるとして、地元負担を求めて工事を行わなかったため、村営の電気事業（村電）を起こそうとしていた。長野県庁は伊那電に補助金を拠出していたこともあり伊那電側を支持し、長野県飯田中学校（現・長野県飯田高等学校）を上郷村に移転するので3万円を寄付せよ、と申し入れてくる有様であった。こうした県の対応に村民は憤慨し県税不払い運動を起こすと共に、258人の陳情団を結成して長野県庁へ押し掛けるという行動に出た。陳情団と面会した時の長野県知事・岡田忠彦は相手が交渉に慣れていないと見るや「村長はすでに村営を諦め、伊那電と妥協しようと考えている」と嘘をついて揺さぶりをかけ、陳情団を軽くあしらった。
悔しい思いをした陳情団の中には青年会の幹部が3人参加しており、上郷村への帰路に長野市や松本市の図書館を視察し、知事や伊那電と互角に渡り合うためにも読書をして勉強する必要を感じ、上郷文庫の実現に向けて奔走した。また資本家に対抗するために民衆が団結して闘おうという宣言を採択、徳富蘇峰・長谷川如是閑・吉野作造らから激励を受けた。村電運動が一段落した1922年（大正11年）11月より寄付金集めを本格化させ、村内約500戸を回って目標額をほぼ達成し、文庫規則の制定、机や書架の購入、文庫設置場所の決定を行った。続いて選書に入ったが様々なジャンルから数百冊を選ぶという初めての経験を前に難航し、1923年（大正12年）2月に村長のいとこであった衆議院議員・樋口龍峡の仲介で帝国図書館に助言を求めることにした。帝国図書館は神田古書店街での購入を薦め、無事発注を済ませたが、不運にも同年9月1日に関東大震災が発生し、上郷村に届いたのは発注したおよそ半数の約270冊にとどまった。その内訳は純文学が最多で、社会科学（政治・経済・社会問題）、宗教・哲学がこれに続いた。特に白樺派や民本主義の著者の本が多かったという。

### 上郷文庫（1923-1936）
1923年（大正12年）10月10日、上郷青年会の運営する私立図書館として、上郷文庫が上郷小学校西館の1教室を借用して開館した。文庫になった教室は30畳の北向きで、床板は軋み、270冊の蔵書は1つの書棚にすべて収まってしまうものだったが、青年らは自らの文庫を誇りとした。開館は農閑期（10 - 4月）は毎月1日・11日・21日、農繁期（5 - 9月）は毎月1日と16日で、貸出冊数は3冊、貸出期間は次の貸出日までであった。なお貸し出しは村民であれば誰でも可能であったが、1回3銭と有料で、延滞すると倍額になった。この貸出料は本の修繕に利用された。閉架式を採用しており、文庫の廊下に書名を記した木札をずらりと並べ、貸出希望者は木札を窓口に差し出して本を借りた。この木札群は蔵書目録の役割を果たし、来館者は蔵書を一目で確認できた。図書館職員は青年会に新設された図書部の部員12人が担当した。図書部員は無報酬で貸出、新刊書の購入・受け入れ、木札作成、統計処理、目録作成などの図書館業務をこなしたので、青年会の部会の中で最も大変な役回りであった。
翌1924年（大正13年）には上郷小教師による2日間に及ぶ経済学の講義や雑誌『解放』の記者による「マルクス経済学の大要」と題した3日間の講習会を開催した。同年度の予算は216円、1927年（昭和2年）度は224円であった。1927年（昭和2年）度の購入図書は青年運動を反映し、共産主義革命や社会運動に関するものが主で、普通選挙やプロレタリア文学に関する本も多かった。このように高度な本が中心の上郷文庫に対し、各集落の文庫は気軽に読める本を所蔵する図書館として維持された。同年度の貸出冊数は1,174冊、利用者数は1,058人であった。
この頃、青年会幹部らは自由青年連盟（Liberal Younger's League、LYL）に加入し、カール・マルクスの『資本論』を学習する会を開催、農村の疲弊や小作農の団結などを訴えていた。一方、上郷文庫に補助金を拠出していた上郷村当局は青年会の左傾化を危惧し、1924年（大正13年）には青年会の計画した文庫の補助金を半分に削る決定をした。さらに同年3月17日には下伊那郡のLYLとその関係者およそ200人を一斉に取り調べる「LYL事件」が発生、7月17日にはLYLの機関誌『第一線』第1号（発禁）を販売したとして、青年会幹部4人が罰金刑に処された。追い打ちをかけるように、村当局は方向転換をしなければ翌年の補助金を出さないと通告し、青年会は保守派の会長を選出して右寄りの団体に転換した。購入図書も日本主義・国家主義の著者の本や農業書が増加するなどの変化が見られた。その裏ではひそかに社会運動や社会主義学習を続ける青年会員がおり、右翼にも左翼にも関わらない一派も存在するなど、上郷青年会はさまざまな思想を持つ者が寄り集まる組織となった。
1927年（昭和2年）7月18日、上郷文庫は信用組合謄写版室へと移転した。移転先は8畳に縮小し、青年会の運営では購入できる図書の数も限られることから、前・図書部長で青年会の副会長に就任した木下英人を中心に、御大典記念事業として村立図書館を建設する5か年計画を立案した。表向きは図書館建設であったが、裏では村に建設費を出させて図書館経営の実務は青年会が掌握し、自前の活動拠点を得ることを画策したのである。青年会としても年200円の積立金を着実に積み増し、1932年（昭和7年）には目標の1,000円に達した。そこで青年会は1934年（昭和9年）2月13日に「会館設立実行委員会」を設置して図書館建設の検討に入り、1935年（昭和10年）1月12日の新年総会の席で図書館設立趣意書と年内の建設完了を期する決議文を採択、趣意書に計画書を添えた建議書を村当局に提出した。建議書では当初の村立移行計画をやめて青年会の運営によることが記されており、思想統制が進む中で自由な図書館活動を維持する方針に転換した。その後、村立か青年会立で右往左往することになるが、結局青年会立で決着し、設計、指名競争入札と進んだものの地鎮祭が行われたのは10月29日で、年内完工は不可能となっていた。施工は地元・上郷村の大工が請け負ったが、青年会員も勤労奉仕した。

### 私立上郷図書館（1936-1941）
1936年（昭和11年）7月21日13時、上郷図書館は開館式を挙行した。式典には新図書館を準開架式にすることを発案した県立長野図書館長・乙部泉三郎の姿もあった。建設に要した費用は3,198円80銭と計画を大幅に上回り、超過分は青年会の借入金で賄った。新館は1階が図書館、2階が青年会館として利用され、入り口の門柱には「上郷青年会館」と「上郷図書館」の文字が掲げられた。図書館部分は奥行4間（≒7.3 m）×間口6間（≒10.9 m）、床面積24坪（≒79.3 m2）であり、1,579冊を備えての出発となった。翌1937年（昭和12年）には図書館規則と職員規定を定め、館長を青年団長、司書を図書部長とすることを決定した。利用者は目当ての本をガラス越しに見つけ、書名などを記入して出納口に提出し、取り出してもらうことで本を読むことができた。開館日は従来通りで、13時から16時まで女子青年会員が、19時から21時まで男子青年会員が貸出業務を行った。来館者は1日100人以上に達し、他村からの見学者の応対も重なって図書部員は重労働であった。貸出冊数・貸出期間、村民であれば誰でも貸し出すことができるのも従来通りであったが、この時貸出料が撤廃された。貸出無料化は乙部泉三郎の助言によるものとみられる。

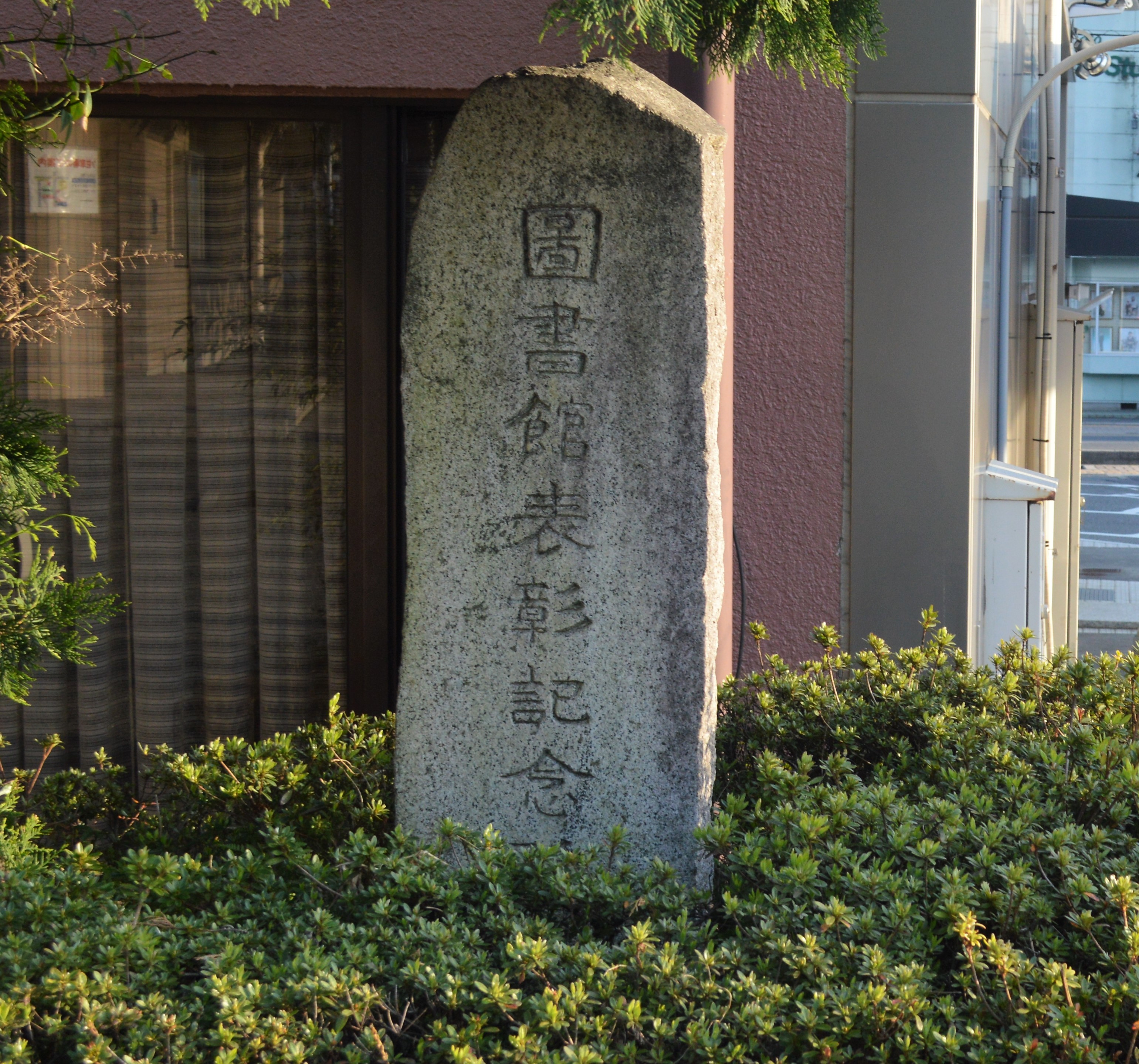
優良図書館表彰の記念碑

詳しい事情は不明であるが、図書館運営委員会が購入図書の事後承認を行うことになり、委員会には青年会員のほかに村長や小学校長、婦人会・軍人会などの団体代表者が参加していた。体制批判をするような本は姿を消し、国家主義的・国策的な本、農業系の実務書、島崎藤村『夜明け前』、山本有三『真実一路』などの純文学が連なり、三上於菟吉『雪之丞変化』、吉川英治『宮本武蔵』など娯楽的色彩の強い作品も増加した。貸出実績は娯楽的な本が良く、国策物は青年会に入りたての新入会員の教科書として利用された。
上郷図書館は模範的な図書館と目され、1939年（昭和14年）3月に帝国図書館長・松本喜一が視察に訪れ、1940年（昭和15年）11月に長野県から優良図書館表彰を受けた。一方、時代は太平洋戦争へと向かっていった。飯田警察署からは定期的に利用図書の調査書が送られるようになって自由な図書の利用に支障を来し、左翼的な本を借りる者は皆無となった。また運営面でも利用面でも中心的な役割を果たした青年会員は次々と戦場に送られ、利用実績は低下し、1941年（昭和16年）には上郷青年会が解散した。

### 村立移管と太平洋戦争（1941-1945）
上郷青年会に代わって1941年（昭和16年）4月に上郷国民学校長が団長を務める官製の上郷青少年団が発足した。青年会長は青少年団の総務部長に、青年会図書部長は文化部長に就任し、図書館の村立移管を提起した。戦争に人員を取られたことによる財政難が大きな要因だったものの、自主運営で当局から購入図書にケチを付けられるよりは、「村が本を買ってくれた」という体裁にして購入図書を要望する方が得策だと考えたことも背景にあった。上郷青少年団幹部らは同年の村会で図書館の窮状と移管を陳情し、6月19日に移管が決定、7月12日に上郷国民学校長・原太一を館長とする「村立上郷図書館」の移管式が挙行された。運営権は村、実質的には上郷国民学校の教員に移ったが、交渉の結果、実務は引き続き青年らが行えることとなった。原館長は自由教育の推進者であったことから読み聞かせを重視しており、これまで手薄だった小学生の利用を促進した。また不評だった延滞料撤廃や、隣組青年班で希望図書を取りまとめて一括貸出・返却する仕組みの構築、司書を中心とした読書会の設立などの改革を行った。一方で青年らは軍事教練や日々の農作業で疲弊し、読書どころではなくなっており、細田源吉『未亡人』、安部磯雄『不妊結婚と人間改造』など約200冊を「不良図書」として除籍し、代わりに良書としてウィリアム・シェイクスピアらの古典文学、日本の純文学、国策本など硬派な本を購入し青年の要望を汲まなかったため、原館長への不満を募らせていた。
そこで村立移管3年目にして司書の佐々木五郎が選書を青年に任せる方針を取り、青年らは小説を多く買い求めた。また利用者の中から「こういう本を探している」という問い合わせが職員に寄せられたことで現代のレファレンスサービスに通じる取り組みが生まれ、図書館は村の文化センター、村民の拠り所となった。運営主体が図書館活動に理解のある学校教師であったことが奏功し、終戦の直前まで図書館は開館し続けることができた。最終的に本土決戦が現実味を帯びてくると図書館は郷土防衛隊本部に接収され兵舎と化し、蔵書は分散、窓ガラスは割れて戸締まりもできないという状態で終戦の日を迎えた。
1945年（昭和20年）8月30日、上郷青少年団は解散し、自主組織としての上郷青年会が9月13日に復活し、10月7日には上郷女子青年会も設立された。青年会は早速、図書館の復興に着手し、10月10日より協議を開始、12月には図書部を設置した。

### 図書館解放運動（1946-1950）
1946年（昭和21年）1月1日、上郷図書館は再開し、読書会も同時に再開した。戦後の読書会は戦中とは異なり政治的な本も選ばれた。運営体制・規則は戦前を踏襲した。
転機が訪れたのは、戦前の青年会長で日本共産党員の北原亀二が村営診療所の設立を訴え、その場所として図書館の2階が候補地に取り沙汰された1946年（昭和21年）4月のことである。青年会員は当然に反発したが、一時的な措置との説明を受けたこと、図書館の主な機能は1階にあったこと、元青年会長の肝いりの事業だったことから受け入れを決定し、同年7月1日に診療所が併設された。図書館の南側では診療所の建設が進められていたが、財産の関係上、診療所の医師の住居に変更されたことが同年9月に判明し、青年会と村の間で協議が持たれた。協議では診療所の建設が行われるまで継続使用することと診療所が完成した後に建物を公民館とすることが取り決められた。しかし終戦直後の財政難で診療所建設が難航したことから2階の明け渡しは遅々として進まず、青年会内部でも北原派と反北原派が対立することになった。
2階を診療所に明け渡した青年会は、青年が自由に集まれる場所を失ってしまい、図書館が単なる本の貸借の場ではないことを改めて認識することになった。この間、1947年（昭和22年）1月に男女別の青年会が合同し、図書館の業務も男女混合で行うようになり、1948年（昭和23年）4月15日には戦前の官製青年会を引きずっているとして上郷青年会はいったん解散、7月25日に改めて再結成された。この改組により図書館も一時休館し、再開後は図書館業務を図書部が、読書会を文教部が担当するという分担が為された。そして図書部は図書館解放運動と称する、診療所から2階を取り戻す運動を促進し、図書館設立期の元青年部員から話を聞いて上郷図書館の歴史を学び、彼らも解放を求めていることを知り、活動の正当性を確信した。
更に青年会は館長の自主選定権がなく、国民学校長が自動的に就任する規定の見直しを図り、1949年（昭和24年）には戦後初めて青年会長が館長に選ばれた。同年1月、懸案の図書館解放問題で館長を兼任する青年会長の下で陳情書を作成、2月には村議会議長から診療所の新築移転と図書館解放の言質を取り、これを既成事実化するため、村費の負担なしに青年会で書架増設などの図書館改造を実行した。1950年（昭和25年）6月には建物を診療所に譲り、図書館は旧織物検査所へ移転する案を村から提示されたが、表向きは受け入れる姿勢を見せながら実際には村にとって実行不能な無理難題を受け入れ条件として回答した。結局、村は診療所を旧織物検査所へ移転させることにし、9月1日に2階は返還され、解放運動は終幕となった。なおこの間、1950年（昭和25年）4月30日に図書館法が施行されたが、下伊那郡内に法に適合する図書館はなく、法的には公民館図書部となったが、「図書館」の名のまま図書館活動は継続された。また下伊那郡北部の大島村、山吹村、市田村、座光寺村の公民館図書部と「北部地区図書館協議会」を結成した。

### 解放後の村立・町立図書館（1951-1985）
1953年（昭和28年）、図書目録を作成して各戸配布し、学校に通う児童・生徒を介して図書を貸し出すというサービスや映画会の会場に出張して貸し出しを行うサービスを開始した。1955年（昭和30年）12月に下伊那図書館協会（現・飯田下伊那図書館協会）結成大会が飯田図書館で開かれ、同会は飯田図書館を事務局とし、初代会長に飯田図書館長の池元威男が就任した。これに伴い、北部地区図書館協議会は発展的に解消、下伊那図書館協会北部支部となった。
かつて上郷青年会で活躍した主要人物からは、上郷村長や助役、長野県議会議員になるなど政界進出を果たす者と、労働運動や原水爆禁止運動など社会運動家となる者が現れた。特に上郷文庫設立と運営に中心的な役割を務めた人物が村長と助役に就任した際には、図書館経費を手厚く保障する政策を実行、「村をゆり動かす力を図書館から」というスローガンを掲げるほどであった。この時代の1956年（昭和31年）7月1日、図書部員のうちの1人が専任の図書館員に任命された。1958年（昭和33年）の統計によると、当時の村立上郷図書館は6,000冊を保有し、同年上半期には1,450人が3,106冊を借りていった。1962年（昭和37年）1月6日には土日を除いて毎日開館するようになり、開館時間は10時から17時となった。一方、この時に上郷青年会は運営から手を引いた。
1964年（昭和39年）11月1日、上郷村民会館（上郷村飯沼3092番地）が落成し、図書館はその1階の3室を占めることになった。旧図書館は上郷村公民館下南分館となった。館長はこの頃、教育長の兼任であったが、1967年（昭和42年）度からは図書館運営審議会の意見を汲み、非常勤ながら専任の図書館長が置かれることとなった。それ以降、図書館は職員数・施設とも長期に渡って変えられることなく、上郷村が町制施行により1970年（昭和45年）に町立上郷図書館に改称したくらいであった。1976年（昭和51年）度の蔵書数は17,803冊、貸出冊数は4,624冊で、月1回の読書会には9団体100人が参加していた。1953年（昭和28年）に上黒田からPTA母親文庫として始まった家庭文庫はこの頃盛況で、51団体148人が活動し、年間約700冊が回覧された。図書館の重点目標は、基本図書・郷土資料の充実とレファレンスの徹底であり、特に後者は1人で対応するには限界があったが、図書館の役割を果たすためにも重要視されていた。この頃、有線放送を使って図書館の紹介を行う、という取り組みを行っていた。

### 黒田の独立館（1985-）

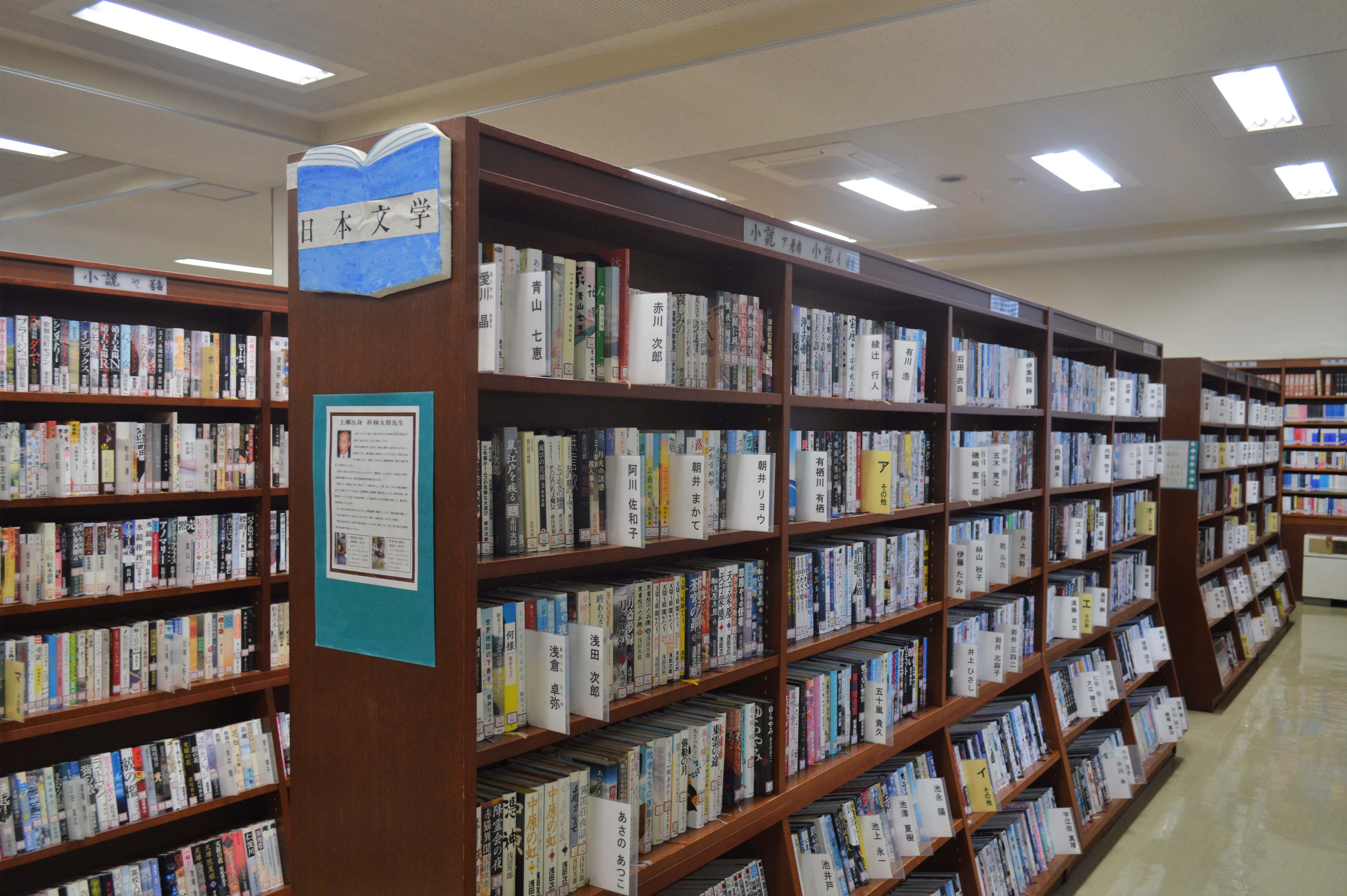
上郷図書館の書架（2017年）

1985年（昭和60年）4月28日、開館式を挙行し、上郷町黒田442番地1へ移転した。新館は図書館の単独施設で、鉄筋コンクリート構造2階建、敷地を含め総経費2億7千万円をかけて整備された。翌1986年（昭和61年）には上郷小学校図書館の学校司書であった下沢洋子が館長に就任し、2009年（平成21年）に退職するまで23年間館長職を担った。下沢は児童サービスの専門家であり、上郷図書館は児童書の収集を重視し、外国語の絵本を原書で購入するなどの活動を展開した。
1993年（平成5年）7月1日、上郷町が飯田市と合併したことにより、飯田市立上郷図書館に改称し、飯田市立図書館の地域館として位置付けられた。1997年（平成9年）2月25日にはコンピュータによる貸し出しを開始し、2011年（平成23年）7月1日には南信州図書館ネットワークの運用を開始した。

## 利用案内

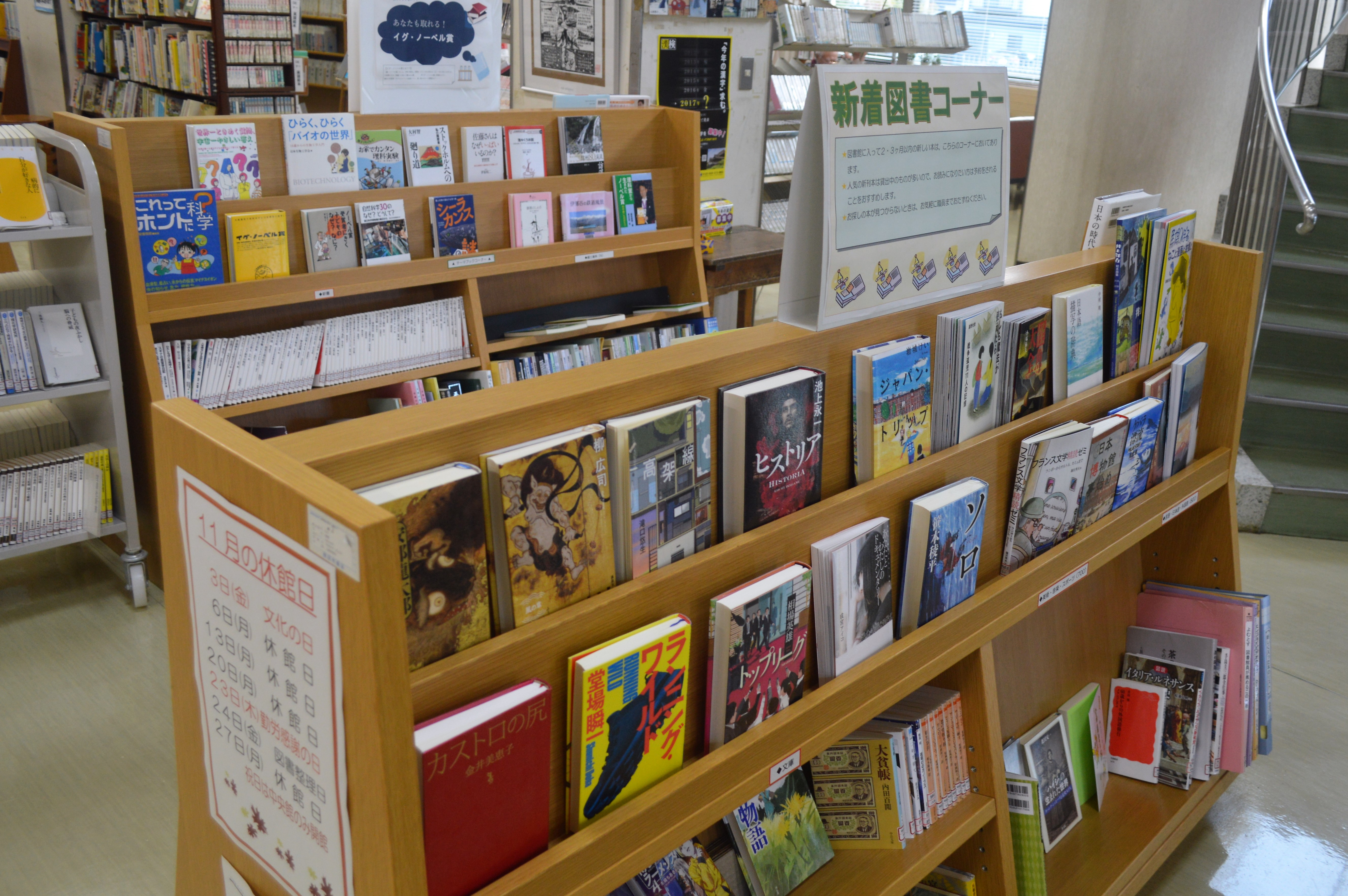
新着図書コーナー

コンピュータシステムにはNECのLiCS-ReⅡを採用している。
- 開館時間：10時から18時まで
- 休館日：月曜日（祝日の場合も休館）、第4金曜日（祝日の場合も休館）、祝日、館内整理日、年末年始
- 貸出制限：飯田下伊那に居住・通勤・通学する者。
  - 貸出カードは南信州図書館ネットワーク加盟館（松川町・高森町・豊丘村・喬木村）のものも利用可能。
- 貸出可能冊数：10冊（中央・鼎図書館での貸出分を含む）
- 貸出可能期間：2週間
  - 予約がなければ、1度だけ延長が可能。
- 返却場所：図書館カウンター（上郷・中央・鼎図書館）、ブックポスト
- 自動貸出、予約、リクエスト、レファレンスサービス、複写が利用可能。

### 交通
図書館の周辺は飯田市街地で、周辺には商店・小学校・高等学校・病院・銀行などが立地する。
- JR飯田線伊那上郷駅から徒歩5[105] - 7分[106]。
- 飯田市広域バス飯田高校前バス停から徒歩約1分[105]。
- 中央自動車道飯田ICから自動車で約15分[106]。
  - 駐車場は20台分ある[106]。

## 特色

### 蔵書の特徴
児童サービス重視の立場から、児童書の収集に力を入れており、日本国外の絵本も日本語訳書ではなく原書で入手している。また、以下の特殊コレクションを保有する。
| コレクション名 | 所蔵数（冊） | 内容                                                               |
| -------------- | ------------ | ------------------------------------------------------------------ |
| 日下部文庫     | 2,207        | 郷土史家の日下部新一が所蔵・作成した図書・資料・スクラップ帳・原稿 |
| 小林正之文庫   | 2,500        | 西洋史学者の小林正之が所蔵していた歴史学・社会科学系の図書・雑誌   |
| 黒田文庫       | 686          | 下黒田青年会が運営していた黒田文庫の旧蔵書                         |

飯田市立図書館では、マイクロフィルムの状態で上郷青年会資料（40巻）、上郷時報（4巻）を保有している。

### テーマ本の展示

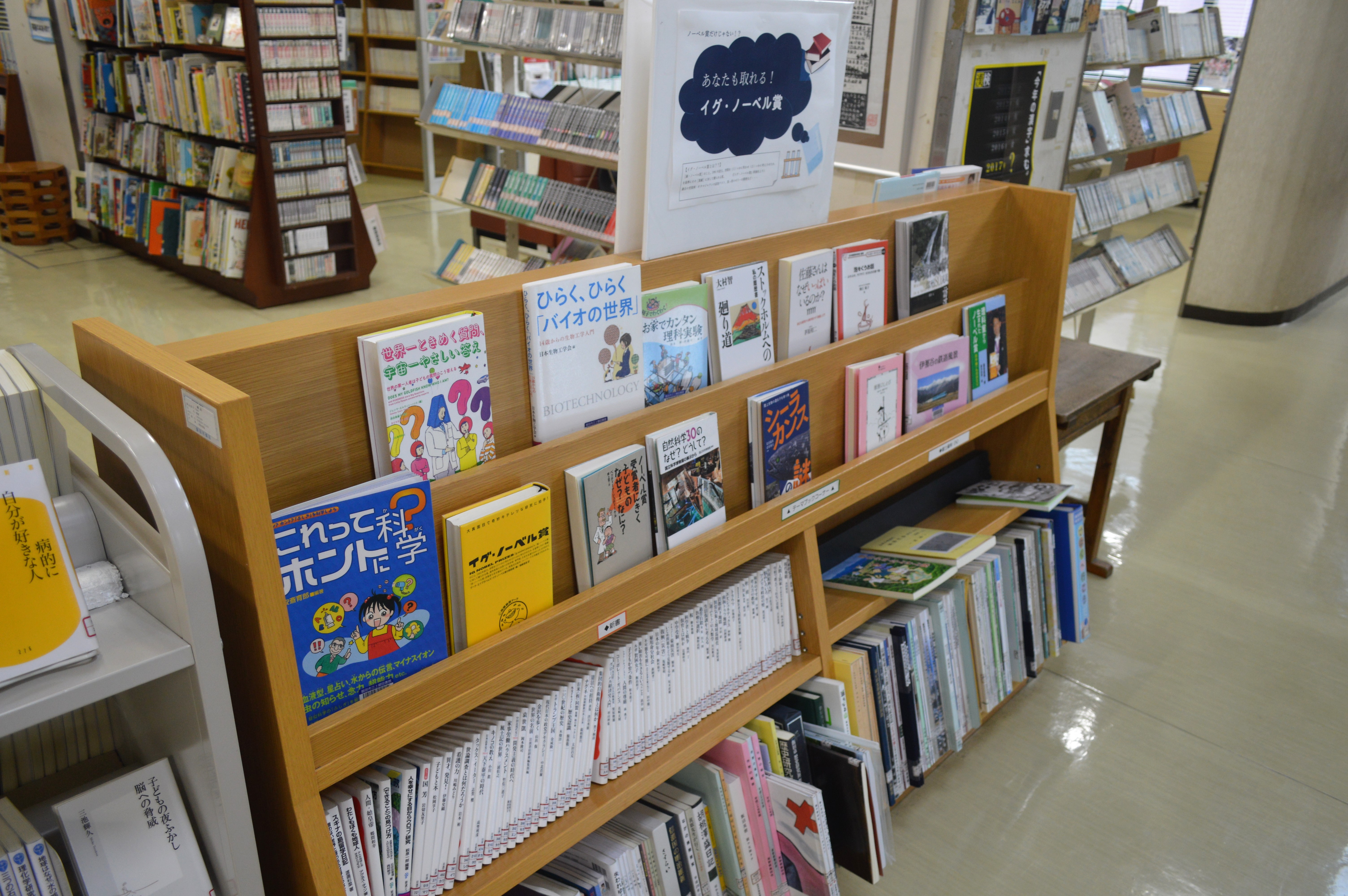
テーマ本の展示コーナー（2017年4月）
イグ・ノーベル賞に関する展示が行われた。

ほぼ毎月、館内で特定のテーマに沿った本を集めた展示を行っている。これまでに「雨の本」、「お父さんの本」、「書評に載った本」、「花のある風景」などのテーマが選択され、2017年（平成29年）度は55件の展示が行われた。この企画自体は、飯田市立中央図書館・鼎図書館でも行われているものである。

### 児童サービス
児童向けサービスとして、児童書の充実、乳幼児や保育園児向けの絵本・紙芝居の読み聞かせを行っている。具体的には外国語絵本の原書での購入、お楽しみ会、おはなし会、おはなしぼうけんたいなどの子供向け行事の開催が挙げられる。読み聞かせは館内のみならず、幼稚園・保育園・乳幼児学級などへ出張して開催する。
児童に対してサービスするだけでなく、児童サービスを提供する側に向けて、子どもの本の会・えほんの会を毎月開催し、読みきかせボランティアの会研修会を大人向けに実施するほか、近隣の高等学校で絵本講座を開講している。

### 文章講座
各人の執筆力を高めるための講座として開講しているもので、元は飯田市立中央図書館の企画として1982年（昭和57年）に始まったものであったが、他の講座と重なったことから、1999年（平成11年）頃より上郷図書館で開催するようになった。企画の意図は「深く読むためには書くことが大事で、書くためには多く読むことになる」というもので、参加者は文章を書くことが苦手な人から、文章力をさらに高めたい人まで様々な立場の人が集まっている。1年間の連続講座になっており、1期生のみ100人いたが、以降は毎年20人程度の受講生がいる。
講座は講義・演習・添削の3段階になっており、演習では仮名遣いや送り仮名、同音異義語、句読点などについて学習する。講座の締めくくりとして記念文集を刊行する。指導方針は「やさしい文章を書くこと」であり、初代講師は新聞記者、2代目講師は国語教師が務めた。2013年（平成25年）より講師は3代目となっている。講座の修了生の中には自主的にグループを作って更に文章力を磨く人もおり、「文章講座同窓会」を組織して『くらしの中から』と題した冊子を毎年発行し、講演会などを開催している。